# FITS Liberator
ESA/ESO/NASA FITS LiberatorはFITS形式の天文データを取り扱う自由ソフトウェアである。FITS Liberatorの初期のバージョンはAdobe Photoshopのプラグインとして提供されていたが、バージョン3以降はスタンドアローンのプログラムとなっている。FITS LiberatorはBSDライセンスの下で配布されている。FITS LiberatorはNASAのCFITSIOライブラリを内部で使用している。
FITSは1982年から標準化されており、IAUによって承認されている。FITSは画像データだけに限定されないが、世界中の望遠鏡によって生成された星・星雲・銀河の画像を含んでいる。
FITS Liberatorの初期のバージョンは主に天文学者によって使われていたが、後にはアマチュア天文家・教育関係者・学生が高品質の天体の画像を得るために使うようになった。FITS Liberatorは欧州宇宙機関(ESA)・ヨーロッパ南天天文台(ESO)・NASAなどの科学者達にとって業界標準となった。FITS Liberatorは美しい色の天体画像を作るために、ハッブル宇宙望遠鏡や超大型望遠鏡VLTで生成された画像を用いる。
FITS Liberatorのバージョン1, 2は2004年7月と2005年8月にそれぞれ公開された。最新のバージョン3.0.1は、2012年2月に公開され、NASAとESAのホームページからダウンロードすることができる。FITS Liberatorのバージョン3はスタンドアローンのプログラムであり、Adobe Photoshopを必要としない。

## バージョン1
FITS Liberatorのバージョン1は2004年7月にESA・ESO・NASAの科学者達の手によって完成した。バージョン1ではすべてのタイプのFITSファイルを開くことができたが、画像の取り扱いに一部制限があった。

## バージョン2
FITS Liberatorのバージョン2では、生の観察データからカラー画像を作成するのが簡単かつ速くなった。バージョン2では以下の新機能が加えられた。
- 最大で40億のグレースケールを処理できる。
- 最大で500万画素またはそれ以上の画素数を処理できる。
- 再設計されたワークフローとユーザーインターフェース。
- 高度な拡大縮小のための新しいオプション。

バージョン2全体ではメタデータの入力に特化し、ユーザーは元のFITSヘッダーのテキストバージョンへのアクセスができた。
FITS Liberatorバージョン2の登場により、ハッブル宇宙望遠鏡の創造の柱のような壮大な画像をほんの数分で作成することが可能となった。
FITS Liberatorのバージョン2は、天体画像をより上手く操作できる新しい拡大縮小ツールを含む。バージョン2.1での更新の一つは、ユーザーが画像に関する情報を埋め込む機能である。天体画像メタデータの新しい標準に基づいて、デジタルカメラが撮影情報を記述するために使われる方法に匹敵するような標準的な方法でメタデータは格納される。
- ESA/ESO/NASA WFPC2 Mosaicator

この新しいアドオンツールは、広視野惑星カメラ2の画像で動作する。このツールは4つのCCD画像から1つの広視野惑星カメラ2のモザイクファイルを作成する。
- ESA/ESO/NASA WFPC2 Concatenator

このAdobe Photoshopのスクリプトは、FITS Liberationの処理後にメタデータを統合する。

## バージョン3
FITS Liberatorのバージョン3では以下の新機能が加えられた。
- Photoshopを必要としないスタンドアローン形式。
- メモリ管理の改善により、中型の画像の処理が35%速くなった。
- 拡大縮小機能の遅延実行により、大型の画像の処理を高速化。
- 多くの画像処理ソフトで扱うことができるTIFF形式での画像保存機能。

## 使用方法
FITS LiberatorのユーザーガイドはNASAとESAのホームページでダウンロードできる。